# Мирко Шаровић
Мирко Шаровић (Рогатица, 16. септембар 1956) српски је политичар и правник. Бивши је председник Републике Српске, председник Српске демократске странке (СДС) и министар спољне трговине и економских односа у Савету министара Босне и Херцеговине.

## Биографија
Шаровић је рођен у Рогатици 1956. године. Дипломирао је на Правном факултету у Сарајеву 1979. године. Током осамдесетих година био је запослен у Фабрици мотора Сарајево (Фамос) и Унис Сарајево. У политику је ушао још пре рата, као секретар општине Ново Сарајево. У једном мандату био је предсједник Извршног одбора и градоначелник Источног Сарајева. У два мандата био је народни посланик у Народној скупштини Републике Српске.
Као четврти предсједник Републике Српске је 5. марта 2001. године у Бањалуци заједно са председником Савезне Републике Југославије Војиславом Коштуницом потписао историјски Споразум о специјалним паралелним везама СРЈ и Републике Српске. Скупштина Савезне Републике Југославије је ратификовала Споразум о специјалним паралелним везама СРЈ и Републике Српске 10. маја 2001. године.
Током 2002—2003. био је на функцији српског члана Председништва Босне и Херцеговине на коју је дао оставку. Другог априла 2003. године оптужен је за организовање илегалног извоза оружја у Ирак.
У Савету министара БиХ од фебруара 2012. био је министар спољне трговине и економских односа.
Крајем јуна 2019. године изабран је за председника Српске демократске странке (СДС), на чијем челу је био до новембра 2022. године.

## Признања
- Орден Републике Српске (2012)[3]